# Notchview
Notchview ist ein 3.108 Acres (12,6 km²) großes Naturschutzgebiet bei Windsor im Bundesstaat Massachusetts der Vereinigten Staaten. Es wird von der Organisation The Trustees of Reservations verwaltet.

## Geschichte
Im frühen 19. Jahrhundert rodeten die europäischen Siedler das Gelände im heutigen Schutzgebiet, um Flächen für Ackerbau und Viehzucht zu erhalten. Noch heute sind Steinwälle aus dieser Zeit erhalten. Doch das Land erwies sich aufgrund der steinigen Erde und einer nur kurzen jährlichen Anbauphase als zu anspruchsvoll, so dass um 1900 die bestehenden Farmen zu größeren Einheiten zusammengefasst wurden.
Arthur D. Budd legte schließlich diese größeren Grundstücke noch einmal zur 3.015 Acres (12,2 km²) großen Notch View Farm zusammen, die er 1965 an die Trustees vererbte und nach der das heutige Schutzgebiet benannt ist. 1993 konnte das benachbarte, 93 Acres (0,4 km²) große Schutzgebiet Smithers Woodland Preserve hinzugefügt werden.

## Schutzgebiet
Das Schutzgebiet ist heute am besten für die umfangreichen Möglichkeiten zum Skifahren – insbesondere für die unter dem Begriff Ski Nordisch zusammengefassten Disziplinen – bekannt, bietet in den Sommermonaten aber auch Gelegenheit zur Vogelbeobachtung und zum Wandern. Dafür stehen 25 mi (40,2 km) Wanderwege und weitere 40 km Skiwanderwege in drei unterschiedlichen Schwierigkeitsgraden zur Verfügung.
Notchview gehört geologisch zur Hoosac Range, die wiederum eine Verlängerung der Green Mountains in Vermont ist. Das Schutzgebiet liegt auf einer Höhe von über 2.000 ft (609,6 m), wobei der Judge’s Hill mit 2.297 ft (700,1 m) den höchsten Punkt bildet. Aufgrund dieser Lage liegt dort an mehr als 80 Tagen im Jahr Schnee.
Der größte Teil des Schutzgebiets ist dicht mit einem als Northern Hardwood Forest bezeichneten Wald-Ökosystem, dessen Verbreitungsgebiet sich von Neuengland, New York und Pennsylvania entlang der Großen Seen über Minnesota und das westliche Ontario bis nach Kanada erstreckt, sowie mit amerikanischen Rot-Fichten bewachsen; nur wenige Freiflächen werden regelmäßig gerodet. In den Wäldern leben verbreitet Meisen, Streifenkauze und Helmspechte.